# Sorry, Sorry
Sorry, Sorry (kor. 쏘리 쏘리 (SORRY, SORRY)) – trzeci album studyjny południowokoreańskiej grupy Super Junior, wydany 12 marca 2009 roku przez SM Entertainment. Był promowany przez singel „Sorry Sorry” (kor. 쏘리 쏘리 (Sorry, Sorry)). Sprzedał się w liczbie ponad 232 084 egzemplarzy. Ukazał się w dwóch edycjach.
Sorry, Sorry został pozytywnie oceniony przez krytyków i był hitem komercyjnym w Azji, stając się najlepiej sprzedającym się koreańskim albumem w 2009 roku w Korei Południowej, Tajwanie, Tajlandii, Chinach i na Filipinach. W niecały tydzień po rozpoczęciu przedsprzedaży zamówiono ponad 150 tys. egzemplarzy. Według południowokoreańskiego rankingu Hanteo Charts, zadebiutował na 1 miejscu na listy przebojów z prawie 30 tys. egzemplarzami sprzedanymi pierwszego dnia.
Sorry, Sorry był ostatnim albumem grupy, na którym pojawili się członkowie Han Geng i Kibum.

## Lista utworów
| CD  | CD                                                                                              | CD                                | CD                                                                               | CD      |
| Nr  | Tytuł utworu                                                                                    | Tekst                             | Muzyka                                                                           | Długość |
| --- | ----------------------------------------------------------------------------------------------- | --------------------------------- | -------------------------------------------------------------------------------- | ------- |
| 1.  | „Sorry, Sorry”                                                                                  | Yoo Young-jin                     | Yoo Young-jin                                                                    | 3:52    |
| 2.  | „Niga Joheun Iyu (Why I Like You)” (kor. 니가 좋은 이유(Why I Like You))                        | SHIRO                             | Jimmy Burney, Steven Lee, Sean Alexander, Pascal Guyon                           | 3:45    |
| 3.  | „Majuchiji Malja (Let's Not...)” (kor. 마주치지 말자 (Let's Not...)) (wyk.Super Junior-K.R.Y)   | Hwanhee, Jo Jun-young             | Hwanhee                                                                          | 3:40    |
| 4.  | „Angela” (kor. 앤젤라 (Angela))                                                                 | Kim Jungbae                       | Kenzie                                                                           | 3:21    |
| 5.  | „Reset”                                                                                         | Changhak Park                     | Martin Sutton, Shridhar Ashokkumar Solanki                                       | 3:43    |
| 6.  | „Monster”                                                                                       | Kenzie                            | Remee, Timothy Kellett, Robin Anthony Taylor-Firth, Peter Biker                  | 3:48    |
| 7.  | „What If”                                                                                       | Kwon Yun-jung                     | Sean Syed Hosein, Dane Anthony Deviller, Jorgen Kjell Elofsson, Adrew G Goldmark | 3:26    |
| 8.  | „Ibyeol... Neon Swipni (Heartquake)” (kor. 이별... 넌 쉽니 (Heartquake)) (feat. U-Know i Micky) | Jo Jun-young, July, U-Know, Micky | Jo Jun-young                                                                     | 4:07    |
| 9.  | „Club No.1” (feat. Lee Yeon-hee)                                                                | Choi Gap-won                      | Gabe Lopez, Angela Peel                                                          | 3:09    |
| 10. | „Happy Together”                                                                                | Lee Jae-myoung                    | Lee Jae-myoung                                                                   | 3:34    |
| 11. | „Jugeoissneun Geot (Dead at Heart)” (kor. 죽어있는 것 (Dead at Heart))                          | Park Chang-hyun                   | Changhyun Park                                                                   | 4:09    |
| 12. | „Shining Star”                                                                                  | Yoo Young-suk                     | Yoo Young-suk                                                                    | 3:25    |

## Sorry, Sorry (Repackage)
14 maja 2009 roku album został wydany ponownie i zawierał dodatkowo cztery nowe utwory, w tym główny singel „It’s You” (kor. 너라고 (It’s You)).

### Lista utworów
| CD  | CD                                                                                              | CD                                | CD                                                                               | CD      |
| Nr  | Tytuł utworu                                                                                    | Tekst                             | Muzyka                                                                           | Długość |
| --- | ----------------------------------------------------------------------------------------------- | --------------------------------- | -------------------------------------------------------------------------------- | ------- |
| 1.  | „Sorry, Sorry”                                                                                  | Yoo Young-jin                     | Yoo Young-jin                                                                    | 3:52    |
| 2.  | „Geunyeoneun Wiheomhae (She Wants It)” (kor. 그녀는 위험해 (She Wants It))                      | Kim Younghu                       | Sean Alexander, Jimmy Andrew Richard, Gabriel Steve Lopez, Michael Edward Snyder | 3:55    |
| 3.  | „Neorago (It's You)” (kor. 너라고 (It’s You))                                                   | E-Tribe                           | E-Tribe                                                                          | 3:51    |
| 4.  | „Sarangi Jungneun Byeon (Love Disease)” (kor. 사랑이 죽는 병 (Love Disease))                    | Wheesung                          | Jimmy Burney, Sean Alexander, Pascal Guyon                                       | 3:30    |
| 5.  | „Cheotbeonjjae Iyagi (Love U More)” (kor. 첫번째 이야기 (Love U More))                          | Ryeowook, Sungmin                 | Ryeowook                                                                         | 3:08    |
| 6.  | „Niga Joheun Iyu (Why I Like You)” (kor. 니가 좋은 이유(Why I Like You))                        | SHIRO                             | Jimmy Burney, Steven Lee, Sean Alexander, Pascal Guyon                           | 3:45    |
| 7.  | „Majuchiji Malja (Let's Not...)” (kor. 마주치지 말자 (Let's Not...)) (wyk.Super Junior-K.R.Y)   | Hwanhee, Jo Jun-young             | Hwanhee                                                                          | 3:40    |
| 8.  | „Angela” (kor. 앤젤라 (Angela))                                                                 | Kim Jungbae                       | Kenzie                                                                           | 3:21    |
| 9.  | „Reset”                                                                                         | Changhak Park                     | Martin Sutton, Shridhar Ashokkumar Solanki                                       | 3:43    |
| 10. | „Monster”                                                                                       | Kenzie                            | Remee, Timothy Kellett, Robin Anthony Taylor-Firth, Peter Biker                  | 3:48    |
| 11. | „What If”                                                                                       | Kwon Yun-jung                     | Sean Syed Hosein, Dane Anthony Deviller, Jorgen Kjell Elofsson, Adrew G Goldmark | 3:26    |
| 12. | „Ibyeol... Neon Swipni (Heartquake)” (kor. 이별... 넌 쉽니 (Heartquake)) (feat. U-Know i Micky) | Jo Jun-young, July, U-Know, Micky | Jo Jun-young                                                                     | 4:07    |
| 13. | „Club No.1” (feat. Lee Yeon-hee)                                                                | Choi Gap-won                      | Gabe Lopez, Angela Peel                                                          | 3:09    |
| 14. | „Happy Together”                                                                                | Lee Jae-myoung                    | Lee Jae-myoung                                                                   | 3:34    |
| 15. | „Jugeoissneun Geot (Dead at Heart)” (kor. 죽어있는 것 (Dead at Heart))                          | Park Chang-hyun                   | Changhyun Park                                                                   | 4:09    |
| 16. | „Shining Star”                                                                                  | Yoo Young-suk                     | Yoo Young-suk                                                                    | 3:25    |